# Pycnochromis caudalis
Pycnochromis caudalis là một loài cá biển thuộc chi Pycnochromis trong họ Cá thia. Loài này được mô tả lần đầu tiên vào năm 1988.

## Từ nguyên
Tính từ định danh caudalis trong tiếng Latinh mang nghĩa là "ở đuôi", hàm ý đề cập đến các sợi tia vươn dài ở vây đuôi của loài cá này.

## Phân loại học
P. caudalis trước đây được xếp vào chi Chromis, nhưng theo kết quả phân tích hình thái vào năm 2021 thì loài này đã được chuyển sang chi Pycnochromis.

## Phạm vi phân bố và môi trường sống
Từ đảo Giáng Sinh và quần đảo Cocos (Keeling) (đều là những vùng lãnh thổ của Úc), P. caudalis được phân bố trải dài đến khu vực Đông Nam Á, một số các đảo quốc thuộc Micronesia và Melanesia, xa đến tận quần đảo Line. Ở Việt Nam, loài cá này được ghi nhận tại cù lao Chàm (Quảng Nam) và quần đảo Trường Sa, cũng như tại quần đảo Hoàng Sa.
P. caudalis sống trên đới sườn dốc của rạn san hô viền bờ, gần các gờ và hốc đá ở độ sâu khoảng 15–55 m.

## Mô tả
P. caudalis có chiều dài cơ thể lớn nhất được ghi nhận là 9 cm. Cơ thể có màu nâu sẫm, gần như đen ngoại trừ vây đuôi màu trắng. Phía cuối vây lưng và vây hậu môn gần như trong suốt. Đuôi xẻ thùy, có các tia vây vươn dài thành sợi ở chóp thùy. Rìa vây lưng và vây hậu môn, cũng như vây bụng có màu xanh óng. Có đốm màu xanh lam sáng nổi bật ở gốc vây ngực giúp phân biệt với các loài có cùng kiểu hình nâu-trắng (như Pycnochromis margaritifer và Pycnochromis abruptus).
Số gai ở vây lưng: 12; Số tia vây ở vây lưng: 12–14; Số gai ở vây hậu môn: 2; Số tia vây ở vây hậu môn: 12–13; Số tia vây ở vây ngực: 16–18; Số gai ở vây bụng: 1; Số tia vây ở vây bụng: 5; Số vảy đường bên: 13–15; Số lược mang: 26–31.

## Sinh thái học
Thức ăn của P. caudalis là những loài động vật phù du. Cá đực có tập tính bảo vệ và chăm sóc trứng; trứng có độ dính và bám vào nền tổ.